# بحشان (الحيمة الداخلية)

تعديل مصدري - تعديل

بحشان هي إحدى قرى عزلة الأحبوب بمديرية الحيمة الداخلية التابعة لمحافظة صنعاء، بلغ تعداد سكانها 230 نسمة حسب تعداد اليمن لعام 2004.